# Abrieb

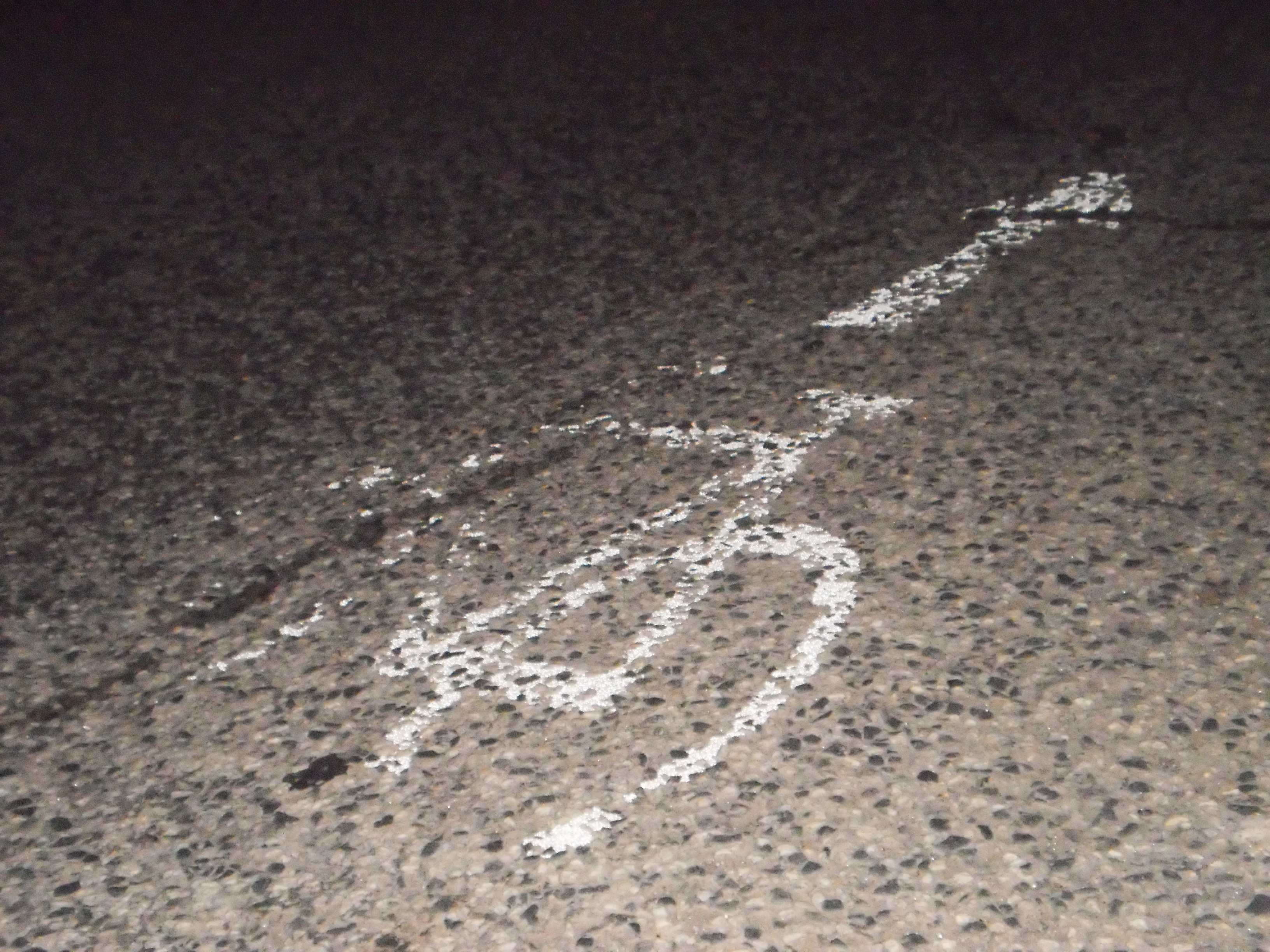
Abgefahren – schwindendes Piktogramm (2016)

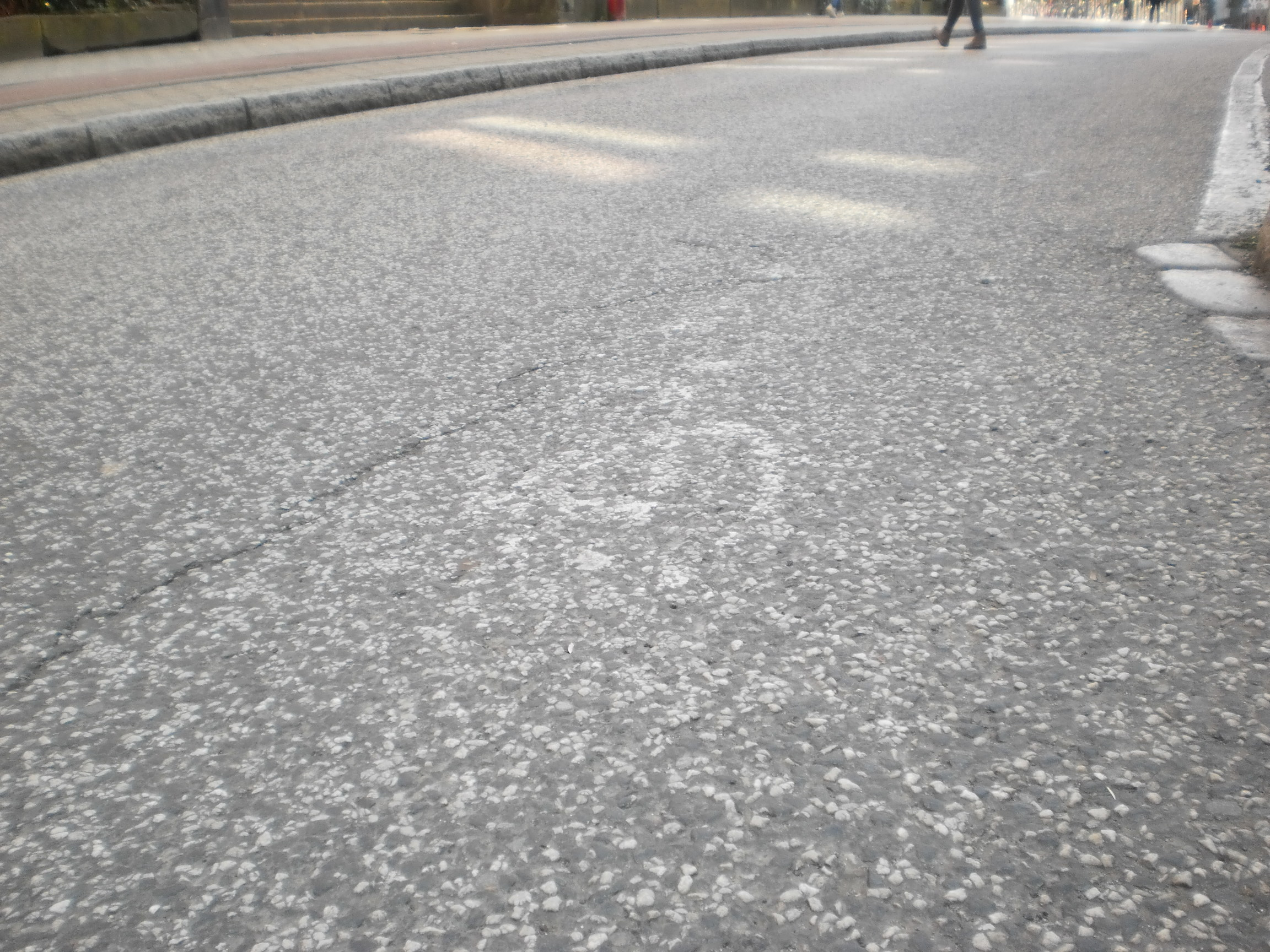
Abgerieben und weg, griffige Oberfläche einer Strasse (2019)

Unter Abrieb (auch Abrasion genannt) versteht man den durch Gebrauch oder Transport entstandenen Materialverlust an der Oberfläche von Lacken, Geweben und anderen Stoffen (z. B. Schuhsohlen).
Der Abrieb wird durch mechanische Beanspruchung, beispielsweise Reibung, verursacht und erzeugt meist sehr kleine Partikel (Staub). In der Materialwissenschaft gilt er als Verschleiß.
Abrieb ist außerdem die umgangssprachliche Bezeichnung für „Zesten“, aus der oberen Schicht der Schale von unbehandelten Zitrusfrüchten, der bei der Zubereitung von Speisen verwendet wird.

## Allgemeines
Die Abriebfestigkeit, also die Widerstandsfähigkeit gegen Abrieb, kann gemessen werden und ist für verschiedene Anwendungen normiert.
Besonders von Bedeutung ist der Abrieb bei Autoreifen. Das auf diesem Weg entstehende Mikroplastik ist laut einer Untersuchung für 54 % des Mikroplastik in den Meeren verantwortlich.
Abrieb von Textilien oder anderen faserhaltigen Gegenständen wird in der Forensik von der Spurensicherung genutzt, um eine Spur einem bestimmten Objekt zuzuordnen.

## Im Straßenbau
Im Straßenbau besitzt der Abrieb der Fahrbahnoberfläche infolge der Verkehrsbeanspruchung eine wichtige Funktion. Beim Befahren von Fahrbahnen aus Asphalt kommt es zu einem feinteiligen Substanzverlust der Oberfläche, der zum Abtrag des Bindemittels führt und die Griffigkeit der Oberfläche erhöht. Durch die Prallprüfung wird zudem der Abriebwert bestimmt, der die Widerstandsfähigkeit der verwendeten Gesteinskörnung kennzeichnet.